# Geraldo Melo
Geraldo José da Câmara Ferreira de Melo GCRB • GCMJT • GOMM • GOMA • GOMFA • GOMN (Campo Grande, 12 de julho de 1935 ― Natal, 6 de março de 2022), mais conhecido como Geraldo Melo, foi um empresário, político e autor brasileiro, filiado ao Partido da Social Democracia Brasileira (PSDB). Foi o 21.º vice-governador do Rio Grande do Norte entre 1979 e 1982 e, posteriormente, o 47.º governador potiguar de 1987 a 1991.

## Biografia
Nascido em 12 de julho de 1935, no município de Campo Grande, sendo filho de Pedro Ferreira Melo e Almira da Câmara Melo. Casou-se em 6 de fevereiro de 1960 com Ednólia Melo e teve cinco filhos.
Tendo construído boa parte da sua vida pública em Ceará-Mirim, trabalhou na SUDENE, colaborou com o governo de Aluízio Alves (1961-1966), como o primeiro secretário de planejamento do Rio Grande do Norte. Foi indicado vice-governador do estado para compor o governo do governador Lavoisier Maia Sobrinho, entre 15 de março de 1979 a 24 de novembro de 1982, quando renunciou ao mandato de vice-governador após promessa eleitoral feita caso o então candidato da situação José Agripino Maia, saísse vitorioso do pleito.
Em seguida, voltou para o grupo dos Alves e coordenou a campanha vitoriosa de Garibaldi Alves Filho para a Prefeitura de Natal, no ano de 1985. Isso lhe serviu de credencial para disputar o Governo do Estado em 1986. Com o slogan Novos Ventos, Novos Tempos e uma maioria de pouco mais de 14 mil votos, conseguiu eleger-se governador do Rio Grande do Norte, servindo de 15 de março de 1987 a 15 de março de 1991.
Geraldo montou uma estação de rádio, e obteve uma concessão de uma emissora de TV, a TV Potengi, ligada à Rede Bandeirantes de Televisão, ao término dos anos 1980.
Em 1993, rompeu com o PMDB e passou para o PSDB, onde foi presidente estadual até o ano de 2008, logo apos retornou para o PMDB em 2011. Elegeu-se senador em 1994, e, durante esse período, Geraldo foi vice-presidente do Senado de 1995 até 1997. Em 2002, candidata-se a reeleição porém termina o pleito em 3° lugar, atrás dos eleitos Garibaldi Alves Filho e José Agripino Maia. Em 2006, candidata-se mais uma vez ao Senado pelo PSDB termina o pleito novamente em 3° lugar atrás da eleita Rosalba Ciarlini e do 2° colocado Fernando Bezerra. 
Desde então Geraldo Melo não disputou nenhum cargo eletivo, até 2018 quando disputou as eleições para concorrer uma vaga a senador pelo PSDB, das duas em jogo. Em toda sua campanha Melo falou das suas mãos limpas, que era "preciso mexer na lei", que havia saído da cadeira para ajudar o Brasil. O "Tamborete" não obteve êxito ficando em 3° lugar atrás dos eleitos Styvenson Valentim e Zenaide Maia, à frente do candidato à reeleição Garibaldi Filho. No segundo turno, declarou apoio a Bolsonaro e disse que não votaria em Fátima Bezerra.

## Livro de Romance e Programa de Rádio

##### Luzes e Sombras do Casarão
Durante o isolamento social da pandemia de covid-19, Geraldo Melo escreveu "Luzes e Sombras do Casarão: Alegrias e dores de "Seu" Tonho do Umbuzeiro", um romance inspirado na vida no sertão nordestino, lançado em junho de 2020.

##### Politicando na Cidade
Em agosto de 2020, Geraldo estreou o programa semanal "Politicando na Cidade", transmitido aos sábados pela Rádio Cidade. Além do ex-senador, o programa, que tratava sobre política com muito bom humor e descontração, contava também com a apresentação do publicitário Tertuliano Pinheiro e do Advogado Felipe Cortez.
No mês de dezembro de 2021, Geraldo Melo fez sua última aparição no programa, por telefone, com um emocionante depoimento. Em abril do ano seguinte, sob o nome de "Politicando na 98", o programa estreou na Rádio Nordeste com uma homenagem ao ex-senador. 

## Academia Norte-Riograndense de Letras
Em 2021, considerado um dos maiores oradores da política potiguar, foi eleito, com 26 votos, para ocupar a cadeira 32 da Academia Norte-Riograndense de Letras (ANL), que tem como patrono Francisco Fausto.

## Morte
Geraldo descobriu um câncer de pulmão em outubro de 2020, fato que o levou a realizar um longo tratamento desde então. Com o quadro agravado, faleceu em 6 de março de 2022, em Natal, aos 86 anos.